# Andisleben
Andisleben ist eine Gemeinde im Landkreis Sömmerda in Thüringen. Die Gemeinde gehört zur Verwaltungsgemeinschaft Gera-Aue.

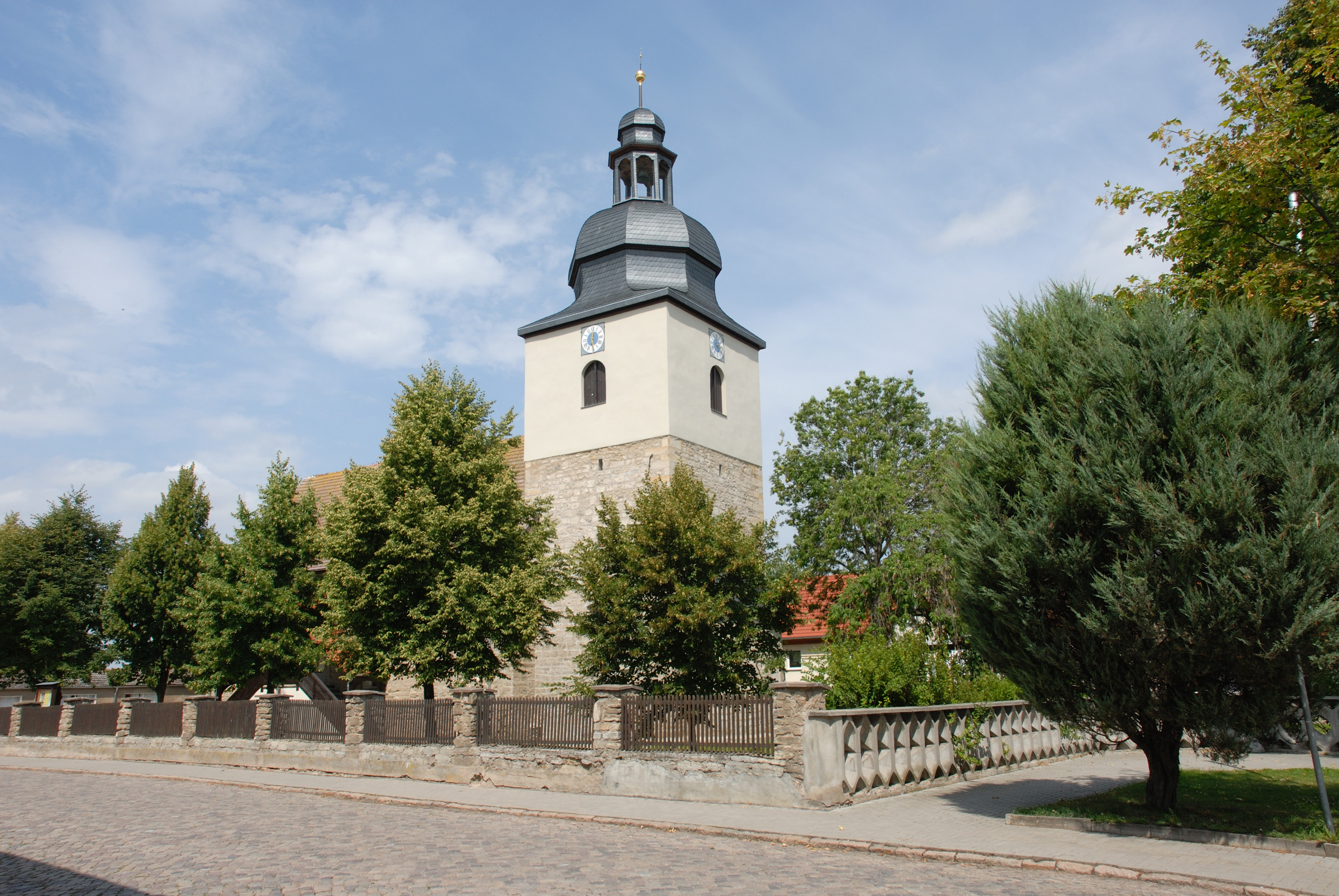
Bachort Andisleben – Kirche

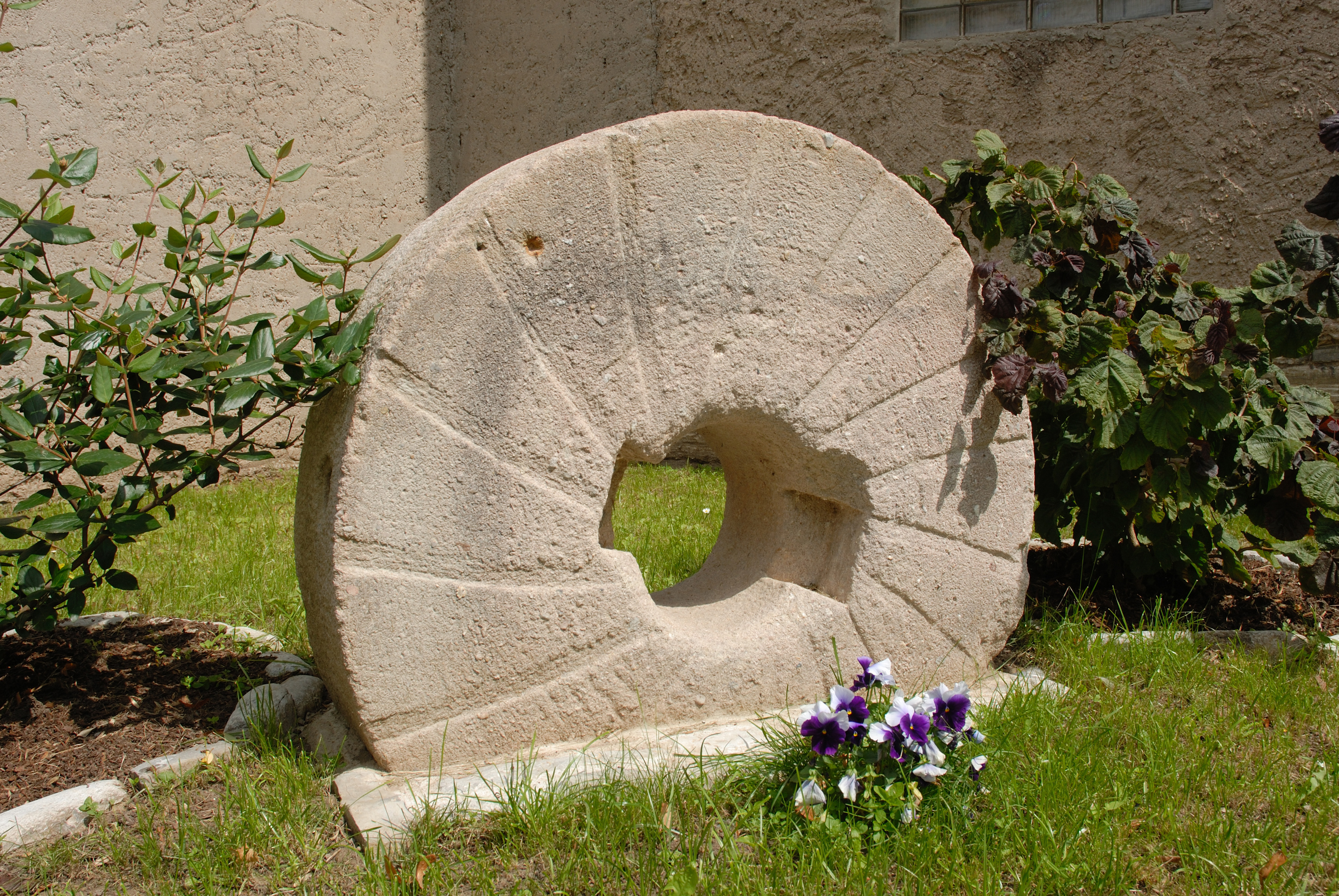
Bachort Andisleben – Mühlstein neben Kirche

## Geografie
Die Gemeinde liegt an der Gera im westlichen Teil des Landkreises Sömmerda.

## Geschichte
Die Ersterwähnung war 815 in einer Urkunde der Abtei Hersfeld. 1309 zerstörten die Erfurter die Burg Andisleben.
Andisleben gehörte ab dem 15. Jahrhundert zur Vogtei Walschleben im Gebiet der Stadt Erfurt. Seit der Verwaltungsreform von 1706 gehörte der Ort zum Amt Gispersleben. 1802 kam er mit dem Erfurter Gebiet zu Preußen und zwischen 1807 und 1813 zum französischen Fürstentum Erfurt. Mit dem Wiener Kongress kam der Ort 1815 wieder zu Preußen und wurde 1816 dem Landkreis Erfurt in der preußischen Provinz Sachsen angegliedert.
Während des Zweiten Weltkrieges mussten Frauen und Männer aus Polen und der Ukraine (28 Personen) Zwangsarbeit verrichten in der Landwirtschaft.
Am 10. April 1945 bezogen deutsche Soldaten Stellung am Hinteranger in der Nähe des Andislebener Kreuzes. Mittags begann der Beschuss des Ortes durch amerikanische Artillerie. Dabei wurden der Westgiebel der Kirche und 28 Häuser getroffen. Eins erhielt einen Volltreffer, die Kellerdecke erschlug 5 Bewohner. Vier Wehrmachtssoldaten wurden in ihrer Stellung bis zur Unkenntlichkeit zerfetzt, die anderen verließen den Ort in Richtung Walschleben. Nachmittags hisste der Bürgermeister Paul Schütz eine weiße Fahne auf dem Kirchturm. Danach rückten Amerikaner in Andisleben ein. Die deutschen Soldaten wurden in einem Gemeinschaftsgrab beerdigt.
Auf dem Friedhof erinnert ein schwarzer Gedenkstein: „Den unbekannten Wehrmachtssoldaten und den Opfern des Granatenbeschusses vom 10. April 1945“.
Am Denkmal in Ortsmitte „Zum Gedenken der Opfer beider Weltkriege“, mit Namenstafeln für die Gefallenen aus der Gemeinde, befindet sich auch eine zusätzliche kleine Tafel mit dem Text: „Paul Schütz 1888-1978. Er rettete Andisleben vor der Zerstörung am 10. April 1945“.
Anfang Juli 1945 wurde der Ort, wie ganz Thüringen, von den Amerikanern an die Rote Armee übergeben. So kam Andisleben zur SBZ und 1949 zur DDR. Es machte alle entsprechenden gesellschaftlichen und ökonomischen Veränderungen mit, von denen die zwangsweise Kollektivierung der Landwirtschaft in den 1950er Jahren bis 1960 zunächst die einschneidendste war.

## Einwohnerentwicklung
| - 1994: 583 - 1995: 603 - 1996: 637 - 1997: 644 - 1998: 653 - 1999: 645 | - 2000: 647 - 2001: 651 - 2002: 632 - 2003: 620 - 2004: 631 - 2005: 622 | - 2006: 636 - 2007: 634 - 2008: 609 - 2009: 608 - 2010: 611 - 2011: 584 | - 2012: 576 - 2013: 584 - 2014: 574 - 2015: 601 - 2016: 610 - 2017: 617 | - 2018: 605 - 2019: 596 - 2020: 585 - 2021: 589 |

Datenquelle: Thüringer Landesamt für Statistik

## Wappen
Das Wappen wurde am 12. Juli 1994 durch das Thüringer Landesverwaltungsamt genehmigt.
Blasonierung: „Durch Zinnenschnitt von Rot und Silber geteilt; oben drei silberne nebeneinander stehende Pflugscharen; unten drei aufeinandergelegte blaue Wellenbalken.“
Die Pflugscharen stehen für die Landwirtschaft als den lange Zeit die Ansiedlung prägenden Haupterwerbszweig der Bevölkerung. Der Zinnenschnitt symbolisiert die ehemalige Wasserburg, die schon 1308 urkundlich in der Erfurter Chronik erwähnt wird. Der dreigeteilte Wellenbalken schließlich symbolisiert die den Ort durchfließenden drei Arme der Gera.
Das Wappen wurde von dem Heraldiker Frank Jung gestaltet.

## Kultur und Sehenswürdigkeiten
- Siehe auch: Liste der Kulturdenkmale in Andisleben
- Kirche St. Peter und Paul (Lage→)

## Wirtschaft und Infrastruktur
Wichtigster Wirtschaftszweig ist aufgrund der guten Böden die Landwirtschaft.

### Verkehr
Andisleben liegt an den Bundesstraßen B 4 und B 176, die in diesem Abschnitt kreuzungsfrei ausgebaut ist. Die Buslinie 111 der Erfurter Verkehrsbetriebe verbindet den Ort mit der Landeshauptstadt.
Die Bahnstrecke Nordhausen–Erfurt verläuft etwa zwei Kilometer östlich von Andisleben. Die nächsten Bahnhöfe an dieser Strecke sind Ringleben-Gebesee und Walschleben, jeweils etwa drei Kilometer entfernt.

## Sonstiges
In Andisleben gehörte der 1883 geborene Arbeiter Otto Raßloff zu den Opfern der Aktion Gitter. Er wurde am 22. August 1944 verhaftet und in das KZ Buchenwald eingeliefert. Vier Wochen später wurde er wieder entlassen.